# Miriam Byrd Nethery
Miriam Byrd Nethery (17 mai 1929 - 6 janvier 2003) est une actrice américaine connue pour avoir interprété des rôles dans des films de série B.
En 1952, elle épouse l'acteur Clu Gulager avec qui elle restera mariée jusqu'à son décès. Avec lui, elle eut deux fils : John (1957-) et Tom (1965-).

## Filmographie

### Cinéma
- 1976 : Le Bus en folie de James Frawley : La femme du fermier
- 1976 : Nickelodeon de Peter Bogdanovich : Tante Lula
- 1983 : Lies : l'infirmière de nuit
- 1987 : Walk Like a Man
- 1987 : Nuits sanglantes (The Offspring) de Jeff Burr : Eileen Burnside
- 1987 : Summer Heat : Tante Patty
- 1989 : Le Beau-père 2 (Stepfather II) de Jeff Burr : Sally Jenkins
- 1990 : Leatherface - Massacre à la tronçonneuse III de Jeff Burr : Mama
- 1990 : Across Five Aprils : Ellen Creighton

### Télévision
- 1955 : Omnibus (segment A Different Drummer)
- 1976 : Starsky et Hutch (épisode: Running) : la vieille dame
- 1976 : Mr. T and Tina (6 épisodes) : Miss Llewellyn
- 1977 : Insight (1 épisode) : Angela Archer
- 1977 : Jeux dangereux (téléfilm) : Polly
- 1978 : Just Me and You (téléfilm) : Connie
- 1978 : Steel Cowboy (téléfilm) : la serveuse
- 1978 : Alice (1 épisode) : Henrietta
- 1978- 1982 : Barney Miller (plusieurs épisodes)
- 1979 : Comme des gens normaux (téléfilm) : Billie
- 1979 : Shérif, fais-moi peur (série télévisée) : Double arnaque (Saison 1 - Episode 13) : Rose Ellen
- 1980 : Shérif, fais-moi peur (série télévisée) : Les dollars de Holly (Saison 2 - Episode 23) : Holly
- 1981 : Drôles de dames (1 épisode) : Flo Bartlett
- 1982 : Quincy (1 épisode) : Annie
- 1983 : AfterMASH (1 épisode) : Charlotte
- 1983 : L'homme qui tombe à pic (1 épisode) : Nethery
- 1984 : Bizarre, bizarre (1 épisode) : la serveuse
- 1987 : Les Routes du paradis (1 épisode) : Margaret
- 1987 : Act II (téléfilm) : Dede McKenna
- 1989 : Have Faith (1 épisode) : Joan Witlin
- 1993 : In the Line of Duty: Ambush in Waco (téléfilm) : Harriet